# Сахаров Юрій Миколайович
Ю́рій Микола́йович Са́харов (*18 вересня 1922, с. Власівка Ростовської області, РСФСР — †26 вересня 1981, Київ) — український радянський шахіст і тренер, майстер спорту СРСР, міжнародний майстер Федерації заочних шахів ІКЧФ (шахи за листуванням). Дворазовий чемпіон України із шахів (1966, 1968).

## Біографічна довідка
Походив із української родини, його предок-учасник російсько-турецької війни отримав прізвище Сахаров на додаток до нагород за взяття в полон ворожого воєначальника.
Син страченого в роки великого терору військового, на початку німецько-радянської війни був двічі мобілізований на інженерні роботи (риття окопів) спочатку біля ст. Носівка (нині Чернігівська область), а потім біля Маріуполя.  Але внаслідок швидкого наступу німецьких військ та безладу в лавах Червоної армії, мобілізовані були вимушені рятуватися самотужки. Обидва рази Сахаров повертався додому в Сталіно. Під час його другого повернення радянські війська звідти вже відступили, а німецькі ще не прийшли. До квітня 1942 року перебував в окупованому Сталіно, а потім, внаслідок скрутного становища, виїхав ешелоном на роботу до Німеччині, де його розподілили на шахту Анна-3 біля м. Альсдорф, на якій Сахаров пропрацював до приходу американських військ. Згодом американці перевели його (разом з іншими радянськими громадянами) до табору в Бельгії. Як свідчать розсекречені матеріали архівної справи, всупереч поширеній у багатьох публікаціях версії, в американській армії Сахаров не служив, а лише залучався до допоміжних (у т.ч.господарських) робіт. Після повернення на батьківщину провів у радянських таборах 5 (з присуджених 25-ти) років, після смерті Сталіна, був звільнений зі зняттям судимості.
Шаховий журналіст Юхим Лазарєв вважає, що розвитку Сахарова як гравця суттєво завадили донос, арешт і засудження в 1951 році. Але в матеріалах справи про донос не згадується, натомість вони свідчать, що одразу ж після повернення на батьківщину Сахаров перебував під пильним наглядом органів держбезпеки (перший допит свідка в архівній справі датований 2 грудня 1946 року). Навесні 1951 року Юрій Миколайович виграв півфінал XIX чемпіонату СРСР і виконав норматив на здобуття звання майстра спорту. Однак замість участі у фіналі Чемпіонату та здобуття заслуженого звання він опинився під арештом та в суді. Йому інкримінували дезертирство та співпрацю з нацистами, вирок виніс військовий трибунал Київського воєнного округу 7 березня 1952 року. Заперечення Сахарова, висловлені  у касаційній скарзі, що в лавах Червоній Армії він не служив, присягу не приймав і тому не може бути звинуваченим в дезертирстві, до уваги взяті не були, і воєнна колегія Верховного суду СРСР, яка розглядала цю скаргу 19 квітня 1952 року, залишила вирок без змін. У 1955 році Сахарову відмовляють в амністії, але вже наступного року постанову про звільнення виносять одразу дві інстанції. 25 червня 1956 року Пленум Верховного суду СРСР постановив звільнити по амністії зі зняттям судимості. Але коли (на початку жовтня) ця постанова дісталася до місця відбування покарання, виявилося, що 10 серпня Сахаров вже був звільнений однієї з численних комісій з перегляду справ репресованих (створених на місцях згідно з указом Верховної Ради СРСР від 24 березня 1956 року), "як необґрунтовано засуджений" з припискою "вважати несудимим". 
Крім втраченого часу шахіст через недовіру влади був позбавлений можливості виїзду за кордон, час від часу йому пригадували ув'язнення, поширювали чутки про ніби-то службу перекладачем в гестапо. До єдиного турніру за кордоном (в Болгарії, 1968) Юрій Миколайович був допущений лише вдруге ставши чемпіоном УРСР і домігшись успіху в чемпіонаті СРСР (6-те місце). Вигравши міжнародний турнір він наблизився до звання міжнародного майстра.. В 1966 і 1968 році був у складі Збірної команди СРСР у товариських матчах зі збірною Югославії. У складі збірної Української РСР чотири рази брав участь у дружніх матчах проти збірної Болгарії (1962, 1964, 1966, 1968 рр.). Усі ці матчі проходили усередині СРСР. Цим міжнародні виступи Ю. Сахарова в очних шахах і обмежились.

## Спортивні досягнення
На 1968 рік приходиться найвищий рейтинг шахіста (за обрахунком сайту chessmetrics.com), він займав 17-ту сходинку серед найсильніших гравців світу (12-ий серед представників СРСР). І при цьому він не мав навіть звання міжнародного майстра, для здобуття якого необхідні успіхи у міжнародних турнірах, до яких його не допускали.
За період з 1940 по 1970 рік (окрім 1952–1956) зіграв у 19-ти фінальних частинах чемпіонатів УРСР. При цьому двічі ставав переможцем чемпіонатів УРСР (1966, 1968), тричі срібним — 1958, 1960 (розділив 1-2 місця з Леонідом Штейном, але програв йому додатковий матч за перше місце (+1 −3 =2)), 1964 роки та чотири рази бронзовим призером (1947, 1957, 1961, 1962).
Чемпіон Донецької області (1941). Триразовий чемпіон Києва (1948, 1949, 1961). Чемпіон ДСТ «Авангард» (1962—1964).
Учасник п'яти чемпіонатів СРСР (найвищий результат 1967 рік — 6-те місце).
У сімдесяті роки Сахаров робить кар'єру у шахах за листуванням, на які не впливали обмеження в пересуванні: вже у 1971 здобуває звання міжнародного майстра. У 1972 та 1976 в складі збірної СРСР завойовує «золото» у Всесвітніх олімпіадах під егідою ІКЧФ.
Протягом багатьох років тренує юнацькі команди різного рівня. До останніх днів життя співпрацює з ДСТ Авангард, запрошується також як тренер у республіканську збірну. В 1950 та 1951 роках українські юніори взяли «срібло» на всесоюзній командній першості; у 1958, 1962 та 1963 роках ставали переможцями саме під орудою Юрія Сахарова. За ці успіхи здобув звання Заслужений тренер УРСР.

## Загибель і вшанування пам'яті Майстра
26 вересня 1981 року тіло Юрія Миколайовича було знайдене на рейках залізничної платформи Буча, що під Києвом. Причина та обставини смерті не оголошувались.
Київська Республіканська шахова школа Авангард проводить нерегулярні турніри пам'яті Юрія Сахарова — Меморіал майстра спорту Ю. Сахарова. Федерація заочних шахів України також проводить турнір його пам'яті.

## Статистика виступів

### Результати виступів у чемпіонатах України
| Рік  | Місто   | Турнір                            | +  | − | =  | Результат | Місце  |
| ---- | ------- | --------------------------------- | -- | - | -- | --------- | ------ |
| 1940 | Сталіно | Півфінал 12-го чемпіонату України | 5  | 0 | 6  | 8 з 11    | 1      |
|      | Київ    | 12-й чемпіонат України            | 3  | 7 | 7  | 6½ з 17   | 13 —15 |
| 1946 | Київ    | 15-й чемпіонат України            |    |   |    | 11½ з 17  | 4 —6   |
| 1947 | Київ    | 16-й чемпіонат України            | 8  | 3 | 5  | 10½ з 16  | —4     |
| 1948 | Київ    | 17-й чемпіонат України            | 4  | 7 | 7  | 7½ з 18   | 13 —15 |
| 1949 | Одеса   | 18-й чемпіонат України            | 7  | 3 | 9  | 11½ з 17  | 6 — 9  |
| 1950 | Київ    | 19-й чемпіонат України            | 4  | 4 | 9  | 8½ з 17   | 9 — 11 |
| 1951 | Київ    | 20-й чемпіонат України            | 8  | 4 | 5  | 10½ з 17  | 5      |
| 1957 | Київ    | 26-й чемпіонат України            | 8  | 3 | 6  | 11 з 17   | Bronze |
| 1958 | Київ    | 27-й чемпіонат України            | 6  | 1 | 9  | 10½ з 16  | Silver |
| 1959 | Київ    | 28-й чемпіонат України            | 8  | 3 | 10 | 13 з 21   | 4 — 5  |
| 1960 | Київ    | 29-й чемпіонат України            | 8  | 1 | 8  | 12 з 17   | Silver |
| 1961 | Київ    | 30-й чемпіонат України            | 6  | 3 | 6  | 9 з 15    | — 4    |
| 1962 | Київ    | 31-й чемпіонат України            | 8  | 2 | 7  | 11½ з 17  | Bronze |
| 1963 | Київ    | 32-й чемпіонат України            | 8  | 5 | 4  | 10 з 17   | 4 — 5  |
| 1964 | Київ    | 33-й чемпіонат України            | 10 | 3 | 6  | 13 з 19   | — 3    |
| 1966 | Київ    | 35-й чемпіонат України            | 11 | 2 | 4  | 13 з 17   | Gold   |
| 1967 | Київ    | 36-й чемпіонат України            | 4  | 1 | 8  | 8 з 13    | 6 — 16 |
| 1968 | Київ    | 37-й чемпіонат України            | 9  | 1 | 7  | 12½ з 17  | Gold   |
| 1970 | Київ    | 39-й чемпіонат України            | 0  | 8 | 9  | 4½ з 17   | 18     |

### Результати виступів у чемпіонатах СРСР
| Рік       | Місто     | Турнір              | + | −  | = | Результат | Місце   |
| --------- | --------- | ------------------- | - | -- | - | --------- | ------- |
| 1960      | Ленінград | 27-й чемпіонат СРСР | 5 | 12 | 2 | 6 з 19    | 18 — 20 |
| 1964/1965 | Київ      | 32-й чемпіонат СРСР | 3 | 7  | 9 | 7½ з 19   | 15 — 17 |
| 1965      | Таллінн   | 33-й чемпіонат СРСР | 7 | 5  | 7 | 10½ з 19  | 7       |
| 1967      | Харків    | 35-й чемпіонат СРСР | 7 | 1  | 4 | 9 з 13    | 6       |
| 1968/1969 | Алма-Ата  | 36-й чемпіонат СРСР | 5 | 6  | 8 | 9 з 19    | 14      |